# Coptobasis dentalis
Coptobasis dentalis is een vlinder uit de familie van de grasmotten (Crambidae). De wetenschappelijke naam van deze soort is voor het eerst voorgesteld door Arnold Pagenstecher in een publicatie uit 1900.
De soort komt voor in Papoea-Nieuw-Guinea.